# Tiantang Wan
Tiantang Wan  (chinesisch 天堂湾 ‚Paradiesbucht‘) ist eine kleine und schmale Bucht an der Ingrid-Christensen-Küste des ostantarktischen Prinzessin-Elisabeth-Lands. Sie trennt das Südufer der Halbinsel Haizhu Bandao von der Festlandmasse.
Chinesische Wissenschaftler benannten sie 1993 im Zuge von Vermessungs- und Kartierungsarbeiten.